# Чемпионат Москвы по футболу 1919 (весна)
Чемпионат Москвы по футболу 1919 (весна) стал ХII первенством (III весенним), организованным Московской футбольной лигой (МФЛ).
Турнир носил название Кубок КФС — «Коломяги».
Чемпионом в пятый раз (третий раз подряд) стал «Замоскворецкий» КС.

## Организация и проведение турнира
В весеннем первенстве участвовали 14 клубов. Каждый из них мог выставить по две команды: всего участвовали 14 первых (I) и 8 вторых (II) команд (всего на трех соревновательных уровнях 22 команды).
Из 14 первых команд 10 были отобраны в высший дивизион, разделенный на две подгруппы (группы 1 и 2), в которых на первом этапе были проведены двухкруговые турниры, по результатам которых по две лучшие команды выходили в следующий этап, где по кубковой системе определили чемпиона.
Оставшиеся 4 команды образовали третью предварительную подгруппу. Поскольку кубок КФС-Коломяги разыгрывался для всех клубов МФЛ (то есть являлся абсолютным первенством — любой клуб из низших соревновательных уровней должен был по регламенту иметь возможность его завоевания), то два победителя двухкругового предварительного этапа также были допущены к участию в финальном этапе на предварительном раунде.
В первенстве приняли участие следующие клубы:
- «Замоскворецкий» КС (класс «А»)
- ОЛЛС (класс «А»)
- «Сокольнический» КЛ (класс «А»)
- СК «Замоскворечье» (класс «А»)
- КФ «Сокольники» (класс «А»)
- «Мамонтовка» (класс «А»)
- «Физическое воспитание» (класс «Б»)
- «Перово» (класс «Б»)
- РГО «Сокол» (класс «В»)
- СОБС (класс «В»)

Победители предварительного турнира низшего уровня
- «Спарта» (класс «Б»)
- «Чухлинка-Шереметьевский» КС (класс «Б»)

## Ход турнира

### Группа 1. Турнирная таблица
| № | Команды             | 1       | 2       | 3       | 4       | 5       | В | Н | П | М       | О  |
| - | ------------------- | ------- | ------- | ------- | ------- | ------- | - | - | - | ------- | -- |
| 1 | КФ «Сокольники»     |         | 4:0 3:3 | 8:2 7:0 | +:- 4:1 | 6:1 4:2 | 7 | 1 | 0 | 36 — 9  | 15 |
| 2 | ОЛЛС                | 0:4 3:3 |         | 8:0 4:0 | 3:0 6:3 | 8:1 2:0 | 6 | 1 | 1 | 34 — 11 | 13 |
| 3 | СОБС                | 2:8 0:7 | 0:8 0:4 |         | 1:0 0:4 | 2:2 7:2 | 2 | 1 | 5 | 12 — 35 | 5  |
| 4 | «Перово»            | -:+ 1:4 | 0:3 3:6 | 0:1 4:0 |         | +:- 0:4 | 2 | 0 | 6 | 8 — 18  | 4  |
| 5 | «Сокольнический» КЛ | 1:6 2:4 | 1:8 0:2 | 2:2 2:7 | -:+ 4:0 |         | 1 | 1 | 6 | 12 — 29 | 3  |

### Группа 2. Турнирная таблица
| № | Команды                 | 1        | 2       | 3        | 4        | 5        | В | Н | П | М       | О  |
| - | ----------------------- | -------- | ------- | -------- | -------- | -------- | - | - | - | ------- | -- |
| 1 | «Замоскворецкий» КС     |          | 2:1 6:1 | 13:1 3:0 | 18:0 3:2 | 10:0 5:0 | 8 | 0 | 0 | 60 — 5  | 16 |
| 2 | СК «Замоскворечье»      | 1:2 0:6  |         | 8:2 1:1  | 2:1 4:1  | 2:2 4:1  | 4 | 2 | 2 | 23 — 16 | 10 |
| 3 | РГО «Сокол»             | 1:13 0:3 | 2:8 1:1 |          | 5:3 1:6  | +:- 4:0  | 3 | 1 | 4 | 14 — 34 | 7  |
| 4 | «Физическое воспитание» | 0:18 2:3 | 1:2 1:4 | 3:5 6:1  |          | 15:0 -:+ | 2 | 0 | 6 | 28 — 33 | 4  |
| 5 | «Мамонтовка»            | 1:6 2:4  | 2:2 1:4 | -:+ 0:4  | 0:15 +:- |          | 1 | 1 | 6 | 3 — 40  | 3  |

### Финальный этап
|  | Предварительный раунд        | Предварительный раунд        | Предварительный раунд        | Предварительный раунд        | Предварительный раунд        | Предварительный раунд        | Предварительный раунд        | Предварительный раунд        | Предварительный раунд        | Предварительный раунд |                    |                 | 1/2 финала      | 1/2 финала      | 1/2 финала      | 1/2 финала      | 1/2 финала      | 1/2 финала      | 1/2 финала      | 1/2 финала | 1/2 финала | 1/2 финала |                     |                     | Финал               | Финал               | Финал               | Финал               | Финал               | Финал               | Финал               | Финал | Финал | Финал |
|  |                              |                              |                              |                              |                              |                              |                              |                              |                              |                       |                    |                 |                 |                 |                 |                 |                 |                 |                 |            |            |            |                     |                     |                     |                     |                     |                     |                     |                     |                     |       |       |       |
|  |                              |                              |                              |                              |                              |                              |                              |                              |                              |                       |                    |                 |                 |                 |                 |                 |                 |                 |                 |            |            |            |                     |                     |                     |                     |                     |                     |                     |                     |                     |       |       |       |
|  | «Замоскворецкий» КС          | «Замоскворецкий» КС          | «Замоскворецкий» КС          | «Замоскворецкий» КС          | «Замоскворецкий» КС          | «Замоскворецкий» КС          | «Замоскворецкий» КС          | «Замоскворецкий» КС          | «Замоскворецкий» КС          | 2                     |                    |                 |                 |                 |                 |                 |                 |                 |                 |            |            |            |                     |                     |                     |                     |                     |                     |                     |                     |                     |       |       |       |
|  | «Замоскворецкий» КС          | «Замоскворецкий» КС          | «Замоскворецкий» КС          | «Замоскворецкий» КС          | «Замоскворецкий» КС          | «Замоскворецкий» КС          | «Замоскворецкий» КС          | «Замоскворецкий» КС          | «Замоскворецкий» КС          | 2                     |                    |                 |                 |                 |                 |                 |                 |                 |                 |            |            |            |                     |                     |                     |                     |                     |                     |                     |                     |                     |       |       |       |
|  |                              |                              | ОЛЛС                         | ОЛЛС                         | ОЛЛС                         | ОЛЛС                         | ОЛЛС                         | ОЛЛС                         | ОЛЛС                         | ОЛЛС                  | ОЛЛС               | 1               |                 |                 |                 |                 |                 |                 |                 |            |            |            |                     |                     |                     |                     |                     |                     |                     |                     |                     |       |       |       |
|  | ОЛЛС                         | ОЛЛС                         | ОЛЛС                         | ОЛЛС                         | ОЛЛС                         | ОЛЛС                         | ОЛЛС                         | ОЛЛС                         | ОЛЛС                         | ОЛЛС                  | ОЛЛС               | 1               | 5               |                 |                 |                 |                 |                 |                 |            |            |            |                     |                     |                     |                     |                     |                     |                     |                     |                     |       |       |       |
|  | ОЛЛС                         | ОЛЛС                         | ОЛЛС                         | ОЛЛС                         | ОЛЛС                         | ОЛЛС                         | ОЛЛС                         | ОЛЛС                         | ОЛЛС                         |                       |                    |                 | 5               |                 |                 |                 |                 |                 |                 |            |            |            |                     |                     |                     |                     |                     |                     |                     |                     |                     |       |       |       |
|  | «Спарта»                     | «Спарта»                     | «Спарта»                     | «Спарта»                     | «Спарта»                     | «Спарта»                     | «Спарта»                     | «Спарта»                     | «Спарта»                     | 3                     |                    |                 |                 |                 |                 |                 |                 |                 |                 |            |            |            |                     |                     |                     |                     |                     |                     |                     |                     |                     |       |       |       |
|  | «Спарта»                     | «Спарта»                     | «Спарта»                     | «Спарта»                     | «Спарта»                     | «Спарта»                     | «Спарта»                     | «Спарта»                     | «Спарта»                     | 3                     |                    |                 |                 |                 |                 |                 |                 |                 |                 |            |            |            | «Замоскворецкий» КС | «Замоскворецкий» КС | «Замоскворецкий» КС | «Замоскворецкий» КС | «Замоскворецкий» КС | «Замоскворецкий» КС | «Замоскворецкий» КС | «Замоскворецкий» КС | «Замоскворецкий» КС | 2     |       |       |
|  |                              |                              |                              |                              |                              |                              |                              |                              |                              |                       |                    |                 |                 |                 |                 |                 |                 |                 |                 |            |            |            | «Замоскворецкий» КС | «Замоскворецкий» КС | «Замоскворецкий» КС | «Замоскворецкий» КС | «Замоскворецкий» КС | «Замоскворецкий» КС | «Замоскворецкий» КС | «Замоскворецкий» КС | «Замоскворецкий» КС | 2     |       |       |
|  |                              |                              | КФ «Сокольники»              | КФ «Сокольники»              | КФ «Сокольники»              | КФ «Сокольники»              | КФ «Сокольники»              | КФ «Сокольники»              | КФ «Сокольники»              | КФ «Сокольники»       | КФ «Сокольники»    | 1               |                 |                 |                 |                 |                 |                 |                 |            |            |            |                     |                     |                     |                     |                     |                     |                     |                     |                     |       |       |       |
|  | КФ «Сокольники»              | КФ «Сокольники»              | КФ «Сокольники»              | КФ «Сокольники»              | КФ «Сокольники»              | КФ «Сокольники»              | КФ «Сокольники»              | КФ «Сокольники»              | КФ «Сокольники»              | КФ «Сокольники»       | КФ «Сокольники»    | 1               | 21              |                 |                 |                 |                 |                 |                 |            |            |            |                     |                     |                     |                     |                     |                     |                     |                     |                     |       |       |       |
|  | КФ «Сокольники»              | КФ «Сокольники»              | КФ «Сокольники»              | КФ «Сокольники»              | КФ «Сокольники»              | КФ «Сокольники»              | КФ «Сокольники»              | КФ «Сокольники»              | КФ «Сокольники»              |                       |                    |                 | 21              |                 |                 |                 |                 |                 |                 |            |            |            |                     |                     |                     |                     |                     |                     |                     |                     |                     |       |       |       |
|  | «Чухлинка-Шереметьевский» КС | «Чухлинка-Шереметьевский» КС | «Чухлинка-Шереметьевский» КС | «Чухлинка-Шереметьевский» КС | «Чухлинка-Шереметьевский» КС | «Чухлинка-Шереметьевский» КС | «Чухлинка-Шереметьевский» КС | «Чухлинка-Шереметьевский» КС | «Чухлинка-Шереметьевский» КС | 0                     |                    |                 |                 |                 |                 |                 |                 |                 |                 |            |            |            |                     |                     |                     |                     |                     |                     |                     |                     |                     |       |       |       |
|  | «Чухлинка-Шереметьевский» КС | «Чухлинка-Шереметьевский» КС | «Чухлинка-Шереметьевский» КС | «Чухлинка-Шереметьевский» КС | «Чухлинка-Шереметьевский» КС | «Чухлинка-Шереметьевский» КС | «Чухлинка-Шереметьевский» КС | «Чухлинка-Шереметьевский» КС | «Чухлинка-Шереметьевский» КС | 0                     | КФ «Сокольники»    | КФ «Сокольники» | КФ «Сокольники» | КФ «Сокольники» | КФ «Сокольники» | КФ «Сокольники» | КФ «Сокольники» | КФ «Сокольники» | КФ «Сокольники» | 1          |            |            |                     |                     |                     |                     |                     |                     |                     |                     |                     |       |       |       |
|  |                              |                              |                              |                              |                              |                              |                              |                              |                              |                       | КФ «Сокольники»    | КФ «Сокольники» | КФ «Сокольники» | КФ «Сокольники» | КФ «Сокольники» | КФ «Сокольники» | КФ «Сокольники» | КФ «Сокольники» | КФ «Сокольники» | 1          |            |            |                     |                     |                     |                     |                     |                     |                     |                     |                     |       |       |       |
|  |                              |                              | СК «Замоскворечье»           | СК «Замоскворечье»           | СК «Замоскворечье»           | СК «Замоскворечье»           | СК «Замоскворечье»           | СК «Замоскворечье»           | СК «Замоскворечье»           | СК «Замоскворечье»    | СК «Замоскворечье» | 0               |                 |                 |                 |                 |                 |                 |                 |            |            |            |                     |                     |                     |                     |                     |                     |                     |                     |                     |       |       |       |
|  |                              |                              |                              |                              |                              |                              |                              |                              |                              |                       | СК «Замоскворечье» | 0               |                 |                 |                 |                 |                 |                 |                 |            |            |            |                     |                     |                     |                     |                     |                     |                     |                     |                     |       |       |       |
|  |                              |                              |                              |                              |                              |                              |                              |                              |                              |                       |                    |                 |                 |                 |                 |                 |                 |                 |                 |            |            |            |                     |                     |                     |                     |                     |                     |                     |                     |                     |       |       |       |
|  |                              |                              |                              |                              |                              |                              |                              |                              |                              |                       |                    |                 |                 |                 |                 |                 |                 |                 |                 |            |            |            |                     |                     |                     |                     |                     |                     |                     |                     |                     |       |       |       |
|  |                              |                              |                              |                              |                              |                              |                              |                              |                              |                       |                    |                 |                 |                 |                 |                 |                 |                 |                 |            |            |            |                     |                     |                     |                     |                     |                     |                     |                     |                     |       |       |       |
|  |                              |                              |                              |                              |                              |                              |                              |                              |                              |                       |                    |                 |                 |                 |                 |                 |                 |                 |                 |            |            |            |                     |                     |                     |                     |                     |                     |                     |                     |                     |       |       |       |

#### Финал
| 13 июля | «Замоскворецкий» КС | 2:1     | КФ «Сокольники»  | Москва                                                   |
| | - Исаков ~45′ 82′   | (отчёт) | - Канунников 65′ | Стадион: Поле СКС Зрителей: ~ 7 000 Судья: И.Савостьянов |
| «Замоскворецкий» КС: Н.Лавров — С.Сысоев, Розенберг — П.Лавров, К.Блинков, М.Романов — Перницкий, Шурупов, Исаков, И.Иванов, Шапошников КФ «Сокольники»: В.Денисов — Немиров, Игнатов — В.Смирнов, С.Бухтеев, И.Артемьев — Н.Денисов, Н.Троицкий, М.Денисов, Канунников, Шумель |                     |         |                  |                                                          |

## Матч с чемпионом Петрограда
В первом розыгрыше кубка между победителями весенних первенств Москвы и Петрограда — кубка Тосмена — команда «Замоскворецкий» КС в Петрограде 7 сентября проиграла победителю весеннего первенства Петрограда — команде «Коломяги» — со счетом 1:3.
Зато в Москве 28 сентября в товарищеском матче ЗКС обыграл сборную Петрограда — 3:0, на следующий день после проигрыша сборной Москвы — 0:2.

## Низшие уровни

### Группа 3
1. «Спарта» 2. «Чухлинка-Шереметьевский» КС — победители (допущены в предварительный раунд финального турнира);
также участвовали «Благуша» и МКЛ

### Вторые команды групп 1 и 2
Финал: КФ «Сокольники»-II — «Замоскворецкий» КС-II — 3:2